# Escut antic d'Orcau

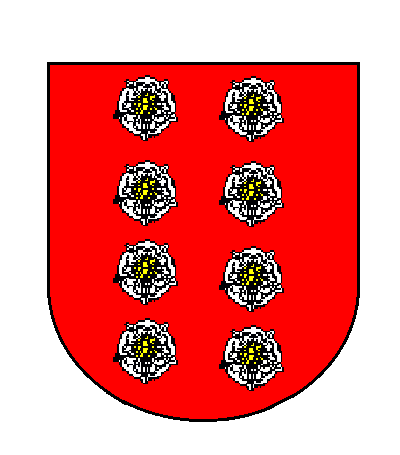
Escut antic d'Orcau

Antic escut municipal d'Orcau, al Pallars Jussà. Perdé vigència el 1970, any de creació del nou municipi d'Isona i Conca Dellà, que en un primer moment adoptà per a tot el nou terme l'escut antic d'Isona.

## Descripció heràldica
De gules, vuit margarides amb botó d'or posades quatre i quatre, en pal.